# Zeitschrift für die gesamte Strafrechtswissenschaft
Zeitschrift für die gesamte Strafrechtswissenschaft, abbreviata come ZStW, è una rivista accademica di scienze giuridiche, nell'ambito del diritto penale contemporaneo e delle discipline correlate. Fondata nel 1881, è pubblicata quattro volte all'anno in 900 cpie dalla casa editrice accademica tedesca Walter de Gruyter.
Come suggerisce il nome, la rivista abbraccia tutte le principali tematiche del diritto penale: pensiero della scuola dogmatica, diritto processuale penale, criminologia e politica criminale, storia e filosofia del diritto. Ne sono redattori i professori Claus Roxin e Günther Jakobs, fra gli altri.
L'archivio storico della rivista è liberamente consultabile su Internet.
L'Anvur italiana la recensisce fra le riviste scientifiche dell'Area 12-discipline giuridiche. Inoltre, è indicizzata dal sito commerciale DeepDyve, che dal 2010 raccoglie riviste accademiche con o senza scopo di lucro.